# 咖哩
咖哩（英語：curry，源自坦米爾語：(醬)），是以醬汁搭配米飯或餅的料理的統稱，通常以薑黃、芫荽、辣椒、丁香、肉桂、孜然、胡椒、肉豆蔻、葫蘆巴等香料和薑、大蒜、洋蔥等食材，配以肉類、海鮮、豆類、蔬菜烹煮而成。個別國家或地區的咖哩在選擇香料上受文化傳統、宗教習俗、家庭喜好等的影響，因其食材、調味、烹煮方法而有特定的名稱，常見於印度料理、泰國料理、馬來西亞料理、日本料理等料理。

## 起源
传统的印度和南亚没有单一叫做“咖喱”的食物。

### 香料贸易
最早在公元前5000年就有南岛人在南亚和东亚进行香料贸易。来自摩亨佐-达罗的考古证据可追溯至公元前2600年，表明当时人们使用杵臼捣碎香料，包括芥子、茴香、孜然和酸豆荚，用来调味食物。胡椒原产于印度次大陆和东南亚，至少从公元前2000年起就被用于印度饮食。这种辛辣炖菜的三种基本配料是姜、蒜和姜黄。考古学家通过淀粉颗粒分析，在印度挖掘出的骨骼和陶片残留物中识别出了这些香料的痕迹，发现其中含有姜黄和姜。在哥伦布时代之前，印度的调料汁可能含有黑胡椒或荜拔来提供一点辣味，但没有辣椒，所以按现代标准来说并不辛辣。

### 近世

咖喱在世界各地的起源和传播。从公元前5000年开始，温和香料就在印度和东亚之间进行贸易。哥伦布大交换将辣椒带到了印度。英印食物在17世纪传入英国。curry一词最早见于1747年的汉娜·格拉斯英文烹饪书中。19世纪，咖喱由印度劳工传播到加勒比海地区，由英国商人传播到日本。然后咖喱从日本传到新加坡的华人社区。进一步的移民和全球化（图中未显示）使咖喱成为一道完全国际化的菜肴。

16世纪初莫卧儿帝国的建立影响了一些咖喱菜肴，特别是在北部地区。此外葡萄牙1510年在果阿邦建立贸易中心，促成哥伦布大交换，导致辣椒、西红柿和土豆从美洲传入印度。饮食文化学者利兹·科林厄姆认为，在果阿邦（印度西部）的葡萄牙人听到并采用了当地语言中来自南印度德拉维达语族的词汇，演变成当时英国旅行者转录的caril或carree。这种采用最终形成了咖喱的现代含义，即一道通常加香料、有调料汁或肉汁的菜肴。1598年，一本关于东印度群岛旅行的荷兰书籍的英文译本提到了一种叫做Carriel的“略带酸味”的肉汤，与米饭一起食用。后来的荷兰词汇从19世纪开始在荷属东印度使用；到那时许多印度人已经移居到东南亚。

### 英国影响

英印菜通过从英属印度诸省各地选取地方食材，将其用于来自其他地区的印度菜肴中，创造出了他们所称的咖喱。利兹·科林厄姆将他们的口味描述为“兼收并蓄”、“泛印度式”、“缺乏精致性”，体现了“对装饰的热衷”，并形成了“连贯的菜谱体系”；但这些菜肴只有英国人食用。他们的创作包括印式杂烩饭和马德拉斯咖喱，这些菜肴配以印度蘸酱、腌菜、龙头鱼和印度炸薄饼一起享用。

18世纪的印度商人卖给英国东印度公司了一种类似于葛拉姆馬薩拉的混合香料，成为“咖喱粉”这种商品的起源，也产生了现代意义上的“咖喱”。现代意义上的“咖喱”因此是由英国人在殖民地時期定義及歸類，之后也由英国人及其派遣的印度劳工传播到世界各地。现代咖喱不少香料（特别是辣椒）是地理大發現後從美洲來的。

### 全球化
随着全球化，咖喱的商品化也在继续推进。现代除了“咖喱粉”之外的商品形态有油咖喱和日式的方便咖喱面糊（有块状和粉状）。

## 咖哩在世界各地的傳播
隨著近代以來咖哩首先在南亞出現，東南亞、中東、東非等地區的貿易和移民傳入亞洲和非洲，原料配比風格逐漸成熟，到了17世紀，歐洲殖民者來到印度展開殖民統治，把烹煮咖哩的香料帶回歐洲，並帶往美洲、大洋洲的殖民地，繼而傳播到世界各地，並在世界各地結合不同飲食文化而演變出各種不同風格。咖哩一詞，特別是在西半球被廣泛的使用，幾乎任何加有香料的或帶有南亞和東南亞風格的菜餚都叫做咖哩。

### 印度
咖哩來自印度，其搭配的主食，隨著地方所盛產農作物的不同而改變，如南印配以稻米所做成的米飯，北印配以小麥所做成的餅。印度料理成功的秘訣在於香料的組合與烹煮次序，而不在於炫麗複雜的烹煮技巧，即使在同一區域內，味道和外觀都有著顯著的不同。在印度，幾乎每一個家庭的廚房都有許多香料，且大都是要使用時才研磨的。另外有一種使用率極為頻繁的葛拉姆馬薩拉（英語：Garam masala，香辣混合香料），是一種以多種香料調製成的調味料，通常在烹煮完成後撒入料理增香。

### 泰國
泰國的咖哩可分為紅咖哩、綠咖哩、黃咖哩、瑪莎曼咖哩等種類。作法是先將芫荽、辣椒、孜然、白胡椒等香料和香茅、南薑、芫荽根、紅蔥頭、馬蜂橙葉等食材，以及蝦醬集合做成膏狀後再行使用，烹煮時通常會加入椰漿並以魚露調味。紅咖哩的主要食材是乾紅辣椒，綠咖哩則是新鮮青辣椒，在色澤和味道上都和紅咖哩有所區隔，其中綠咖哩最辣，不習慣的人進食時容易流眼淚。

### 馬來西亞
馬來西亞的咖哩通常會加入椰漿及椰絲等當地食材，味道偏辣。馬來人、印度人及華人對咖哩的烹煮方法都各不相同，印度人的咖哩通常不會加入椰漿，並配以豆類、蔬菜烹煮而成，這與印度人平常吃素有莫大的關係，華人的咖哩麵和咖哩麵包雞，前者是把麵條放入咖哩醬汁內，配上蚶、雞肉、豆芽、秋葵、長豇豆等食材，而後者就是把咖哩雞包入麵糰裡烘烤，以麵包沾咖哩雞的醬汁食用。咖哩對馬來人及印度人來說也是不可或缺的家庭美食，幾乎每天都有這道菜餚在餐桌上。

### 印度尼西亞
印度尼西亞的咖哩類似馬來西亞的咖哩，通常會加入椰漿及椰絲等當地食材，味道偏辣。

### 日本
日本的咖哩起源于印度菜，明治時代由英国人从印度带到日本。20世纪初，大日本帝國海軍通過食用咖喱来预防脚气病，此時咖喱在日本海军和陆军中開始普及，現今日本海上自卫队每周五均會食用咖喱。20世纪60年代末，咖喱开始在日本流行，在日本超市和餐馆均可买到咖喱。到2000年，咖喱在日本已经成为比寿司和天妇罗更常见的食物。

### 香港
香港於十九世紀中葉成為英國殖民地，因為英國當時已經建立英屬印度，所以印度人也跟隨英國人來到香港，英國的統治促成香港具有豐富及多元的飲食文化。最早來到香港的是英軍中的英屬印度軍人，二戰後代替英屬印度軍人保衛香港的是來自尼泊爾的廓爾喀軍人，同樣以咖哩為主要伙食，因此在駐香港英軍軍營的食堂及餐廳，咖哩便成為菜單中的必備料理。除了在英軍服務外，早年也有不少印度人在香港受聘於警隊，因此有不少印度人在香港居住，他們把家鄉的咖哩菜式帶來香港，又在香港開設香料店，方便他們烹煮咖哩。預先用多種香料調配好的咖哩粉則由英國人引入到香港，使烹調咖哩的程序大為簡化，所以咖哩在香港開埠不久便漸漸普及並本地化，香港本地華人也接受了這種源自南亞的辛辣菜餚，除了可在香料店或椰子號買到調配咖哩醬汁的香料，早年香港的雜貨鋪在售賣糧油食米之餘亦有出售咖哩粉，這都使咖哩菜式在香港得以普及，香港華人不但參與經營香料店，並創制出港式咖哩。香港的咖哩常會加入椰漿並融入香港原有的廣東菜，咖哩魚蛋和咖哩牛腩便是道地的香港咖哩，現在幾乎每家茶餐廳及快餐店，都有在午飯及晚餐時段供應咖哩餐點，咖哩湯也是車仔麵的主要可供選擇湯底。曾任警官的何明新表示，1980年代警務處設有警察烹飪學校，訓練專職膳食的警員，研究咖哩的烹煮方法，但在1995年實施打擊酒後駕駛法例，許多習慣自行駕車返家的警員都放棄在下班後喝酒，間接減少了在警署食堂食用咖哩小食，後來又遇到政府要減少財政赤字而削減警隊預算，廢除所有專責膳食的警員職位，把這些從事提供伙食的後勤人員調往警隊其他部門執勤，警察咖哩成為絕響。另外，駐香港英軍的規模在1990年代初逐漸縮減，在軍營為英軍烹煮咖哩的印巴裔廚師的收入，也受到駐軍人數減少的影響，石崗軍營的英軍指揮官便酌情容許一般市民進入軍營用餐，不但維持了咖哩廚師的生計，廚師更因此有機會儲得開店的本錢，當英軍在1997年全數撤走後，有不少印巴裔廚師都選擇留在香港從事飲食業，有部分更創業經營咖哩飲食店。現在香港的茶餐廳、快餐店及西餐廳供應的都是本土化的咖哩，但在印巴裔人士聚集的處所如重慶大廈可以找到印度、巴基斯坦當地的咖哩。

### 英國
英國曾經殖民統治過印度，除了把咖哩帶回英國，也隨著殖民擴張把咖哩帶到世界各地。殖民統治時有不少印度人為英國人服務，與英國人一起東征西討，並在英國人建立的殖民地定居，咖哩因而傳入世界各地，所以英國對於咖哩的普及發揮了重要作用。

### 台灣
台灣人食用咖哩，一般人認為是受日本殖民影響，但事實是之前即有人食用咖哩。台灣文獻中記載之最初食用咖哩事例為1865年負責安平海關事務之英國人必麒麟所著之《歷險福爾摩沙》所提之作者與一群美國船員共進午餐，餐中有田雞咖哩。雖然早有紀錄，不過確實是到日本時代後才流行食用咖哩。
台灣咖哩承襲早期日本殖民统治時期遺留下來的風味，其特徵為使用大量薑黃，因此色澤多為鮮豔黃色(稱為螢光咖哩)，與淡淡的孜然香氣，在台灣也有人添加咖哩粉於白米飯中翻炒製作咖哩炒飯。
台灣各縣市中以基隆飲食文化最崇尚咖哩。咖哩文化之所以會在基隆生根，有二種說法：其一為基隆當地溼熱，咖哩當中的大蒜與胡椒能將體內燥熱排出，對人體好處很大；另一說為基隆早期碼頭船工工作量大，體力勞動後身體需補充大量電解質，咖哩非但能加速悶熱的身體排汗，亦能促進胃液與唾液分泌，幫助消化與吸收，較重的口味亦能刺激食慾。基隆當地有若干獨特咖哩食物：流浪頭的沙茶咖哩（受潮州汕頭移民影響）、七堵湯咖哩、咖哩餅、咖哩潤餅捲等。

## 圖集

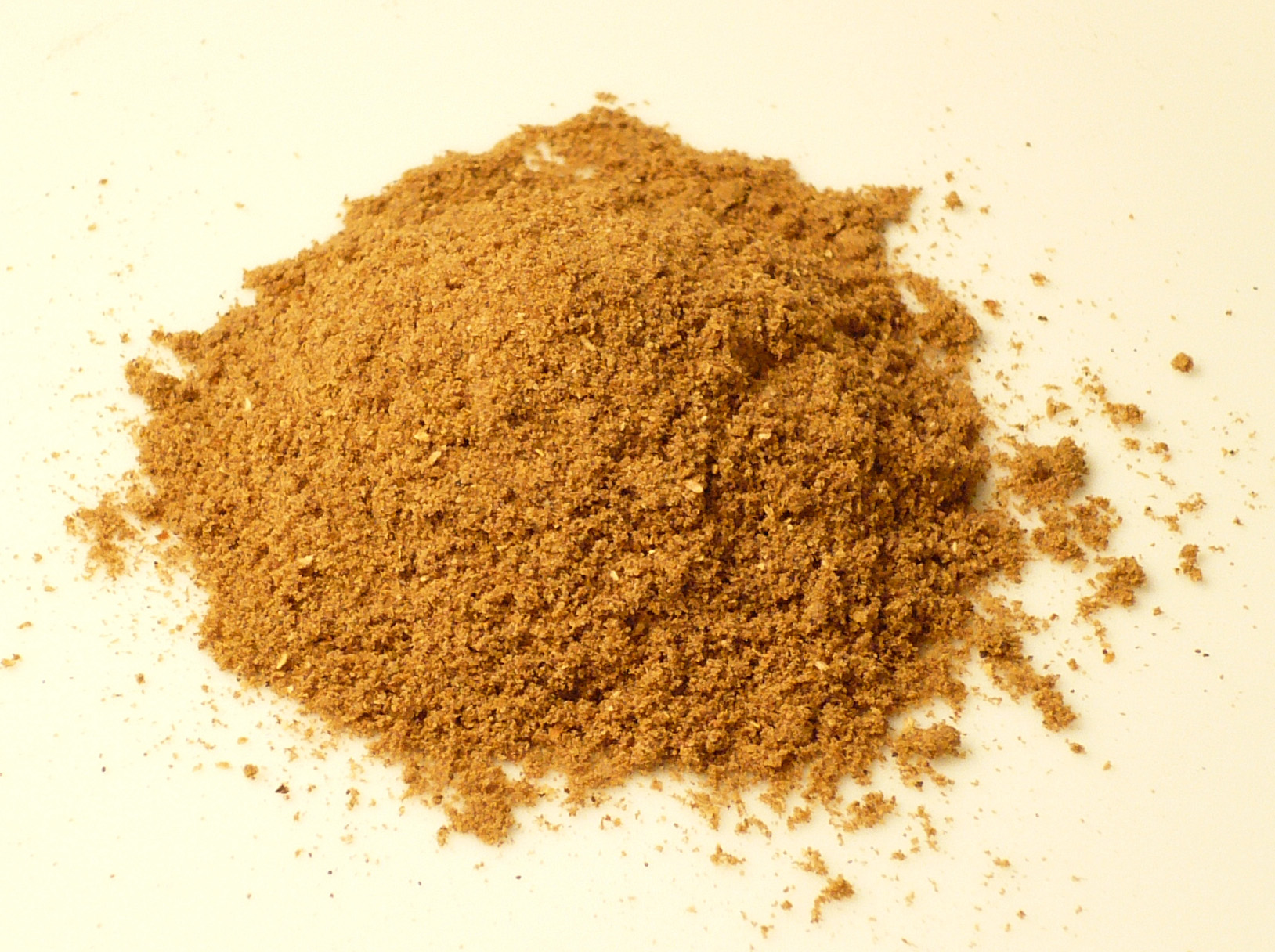
葛拉姆馬薩拉
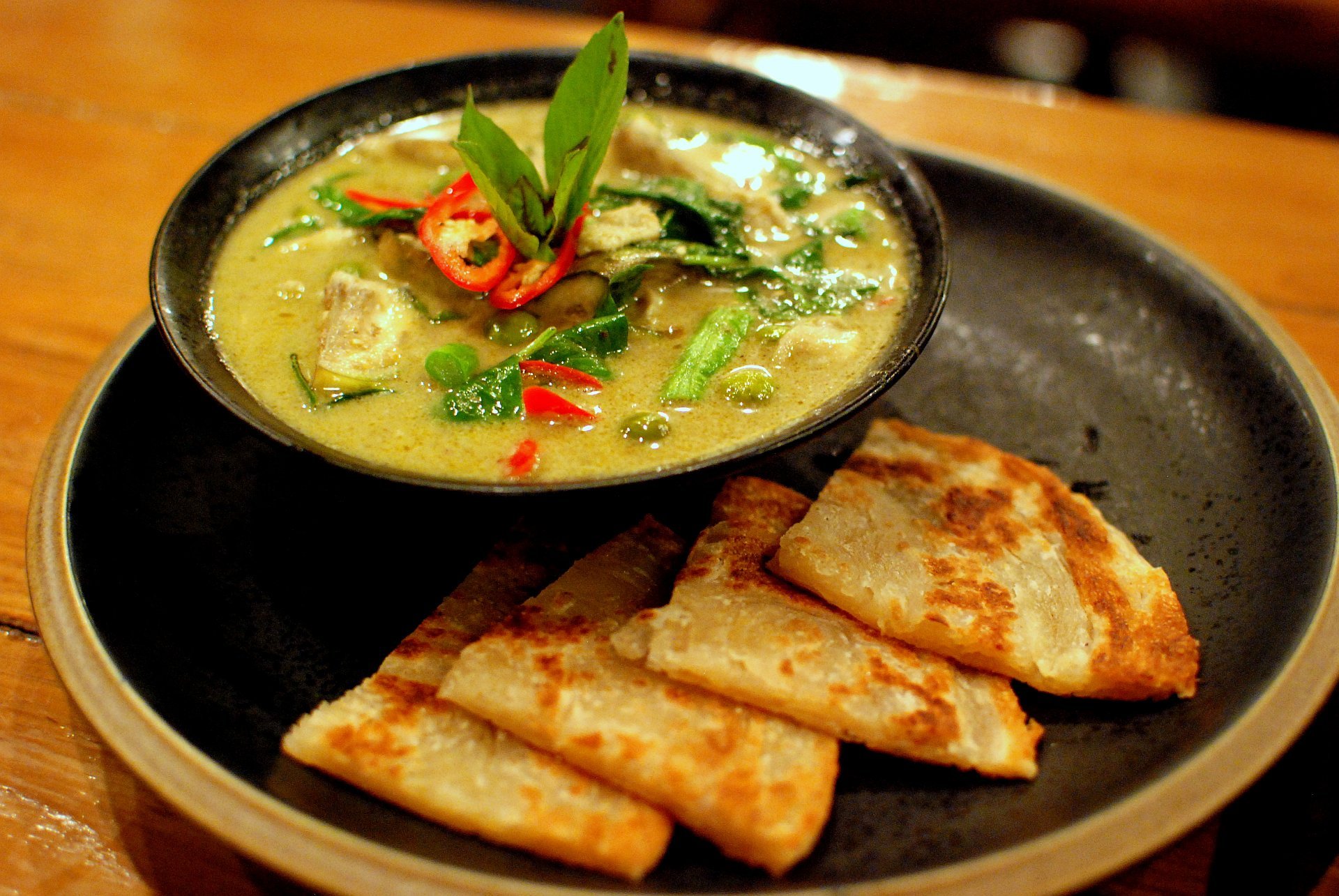
綠咖哩
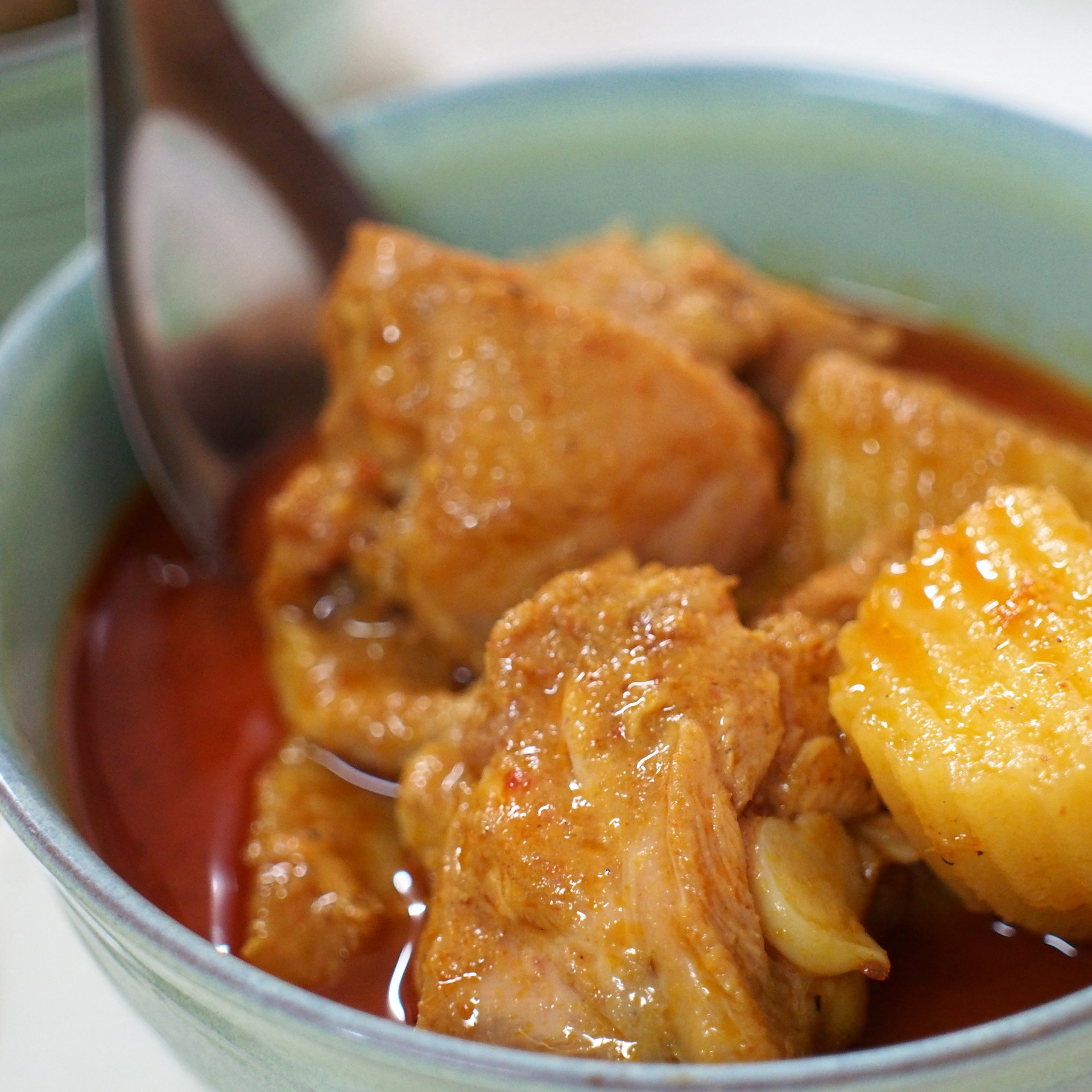
瑪莎曼咖哩
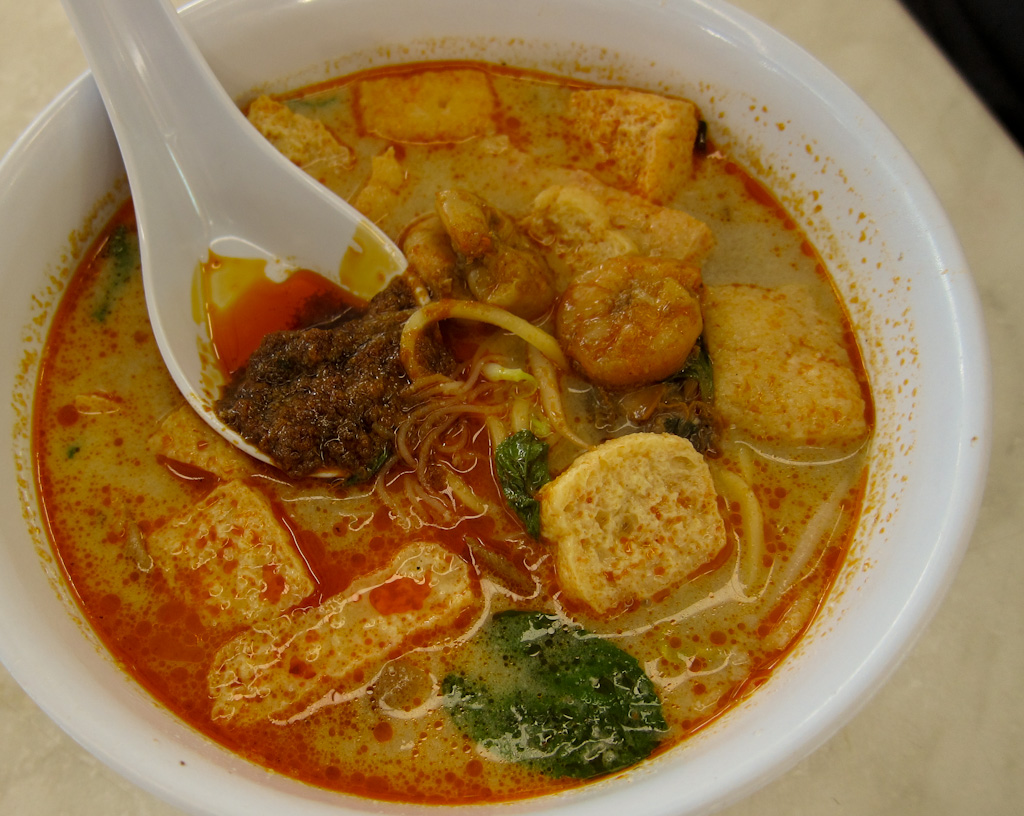
咖哩麵
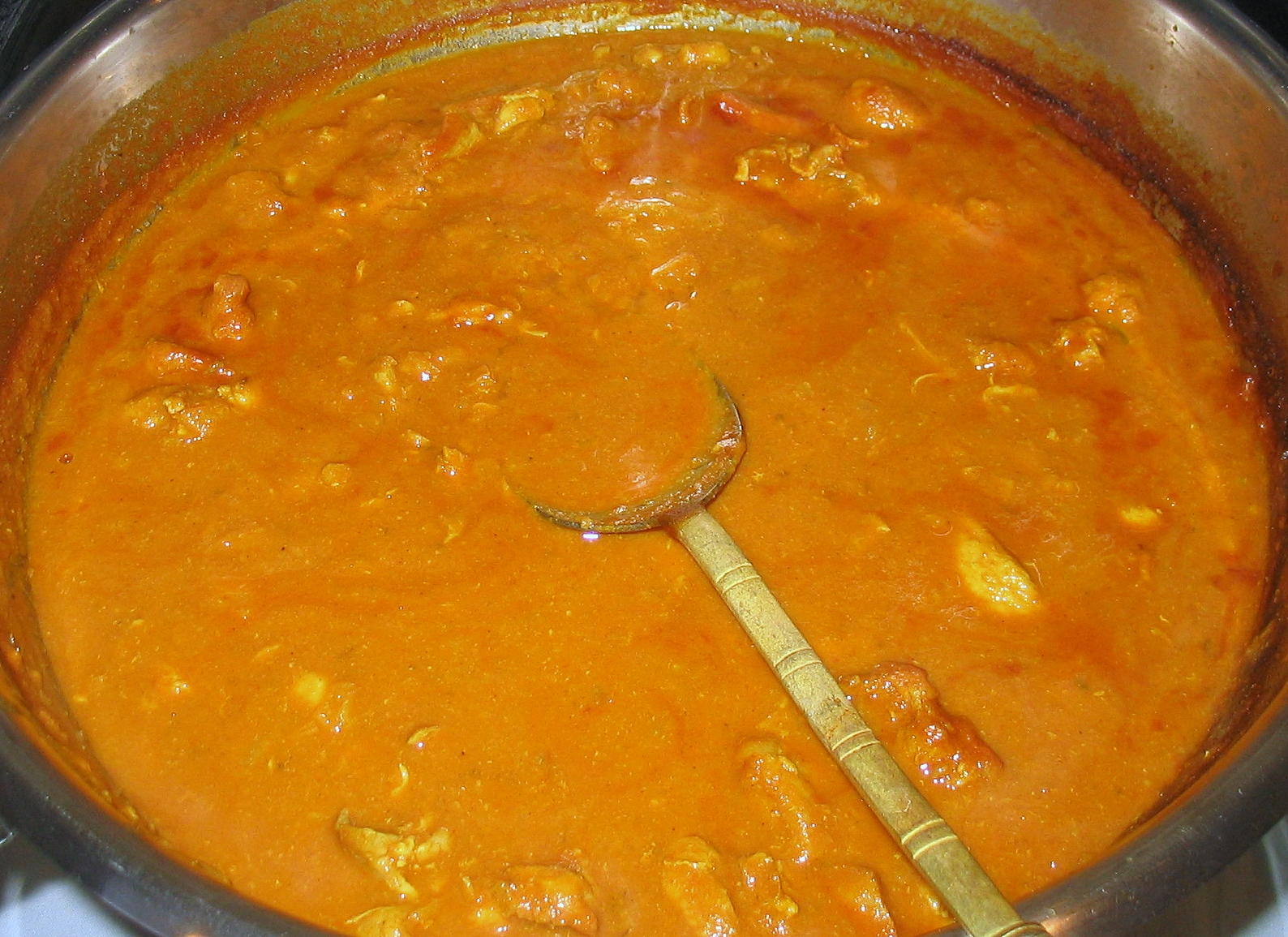
咖哩雞
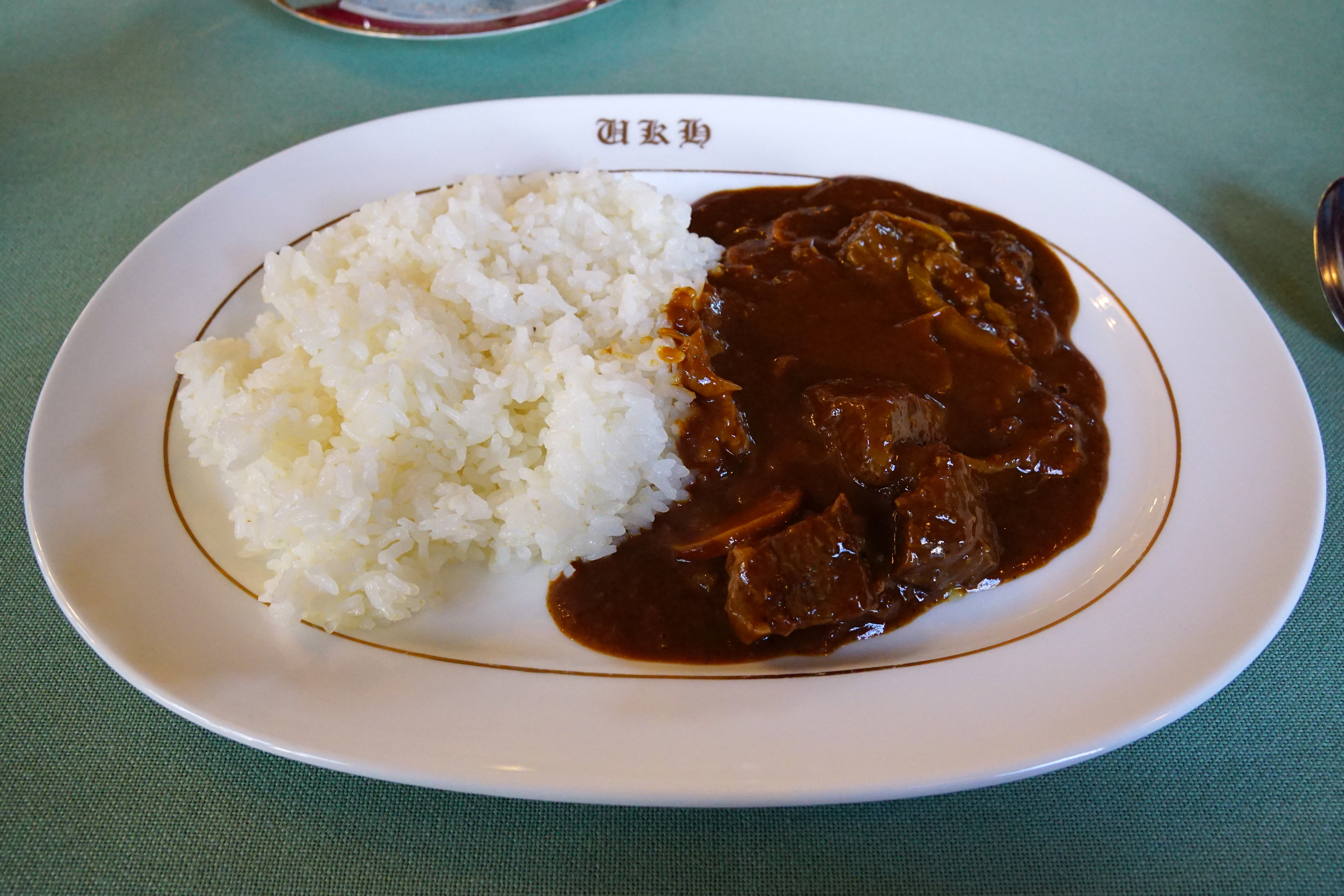
咖哩飯
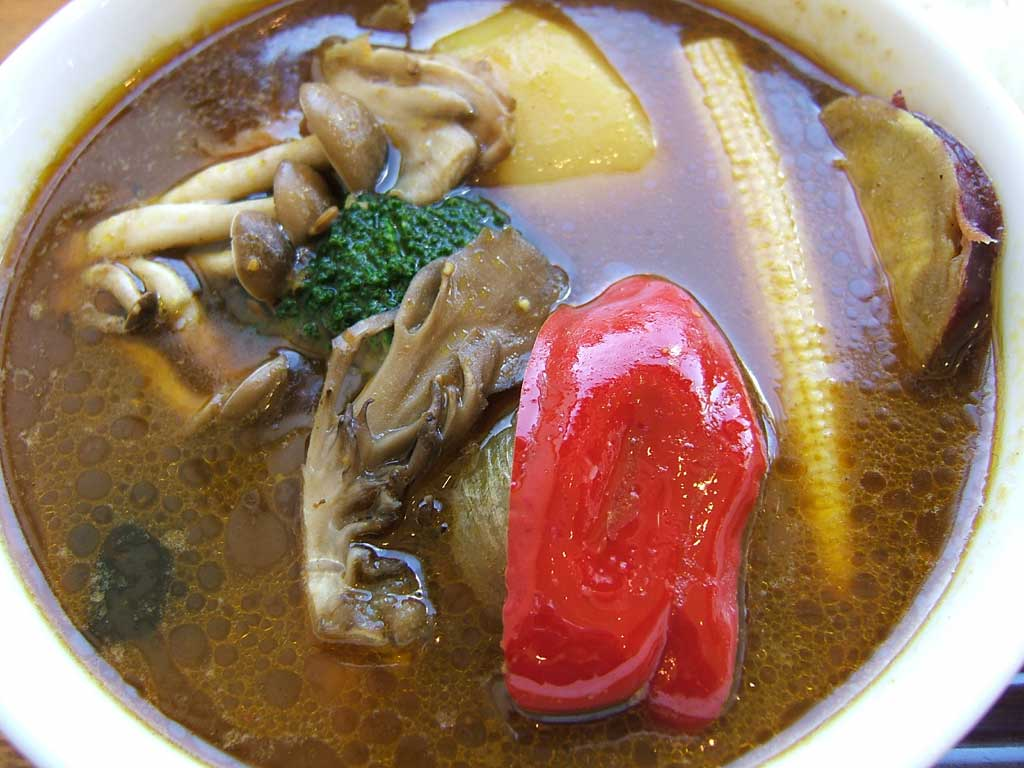
湯咖哩
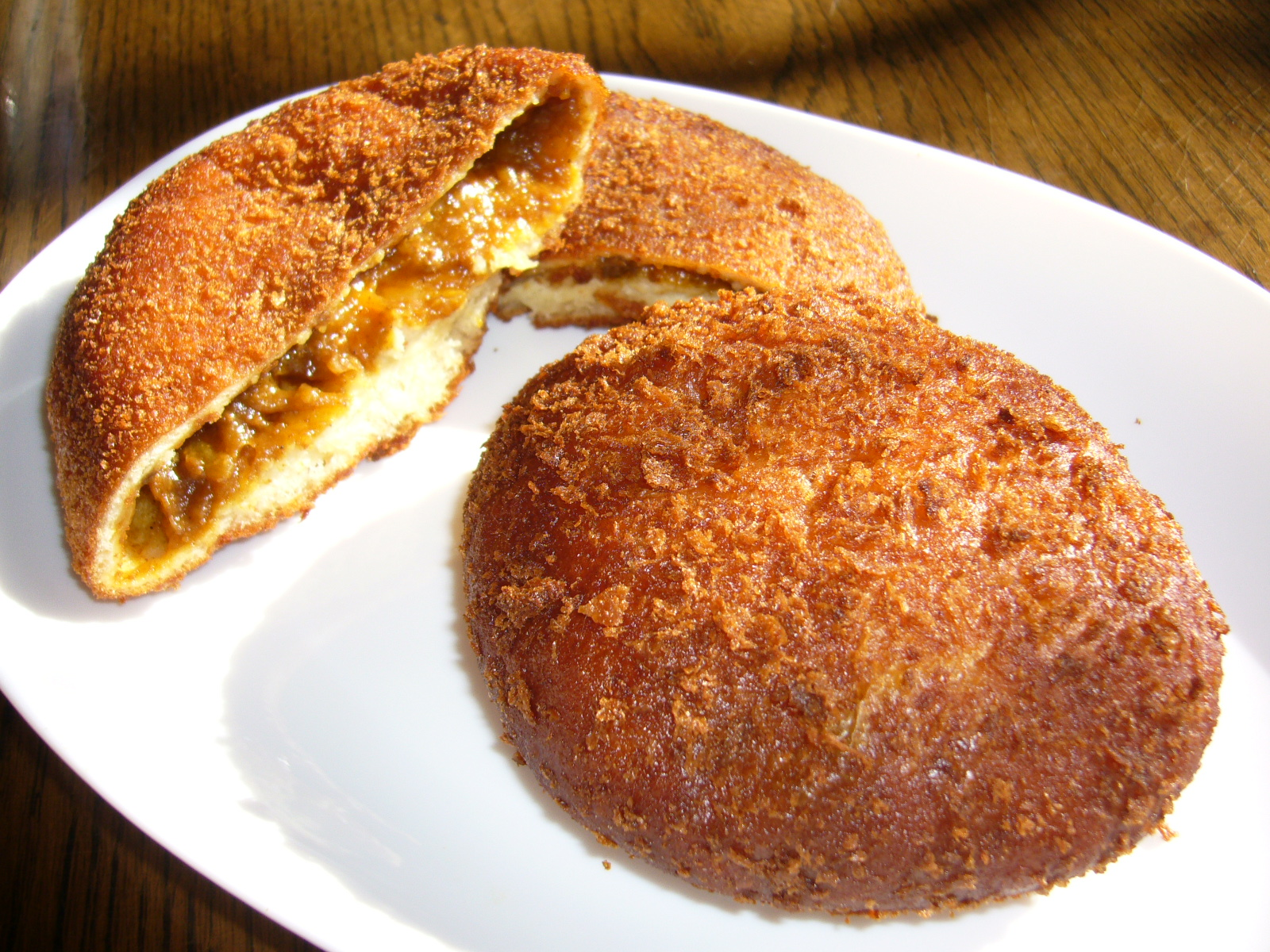
咖哩麵包
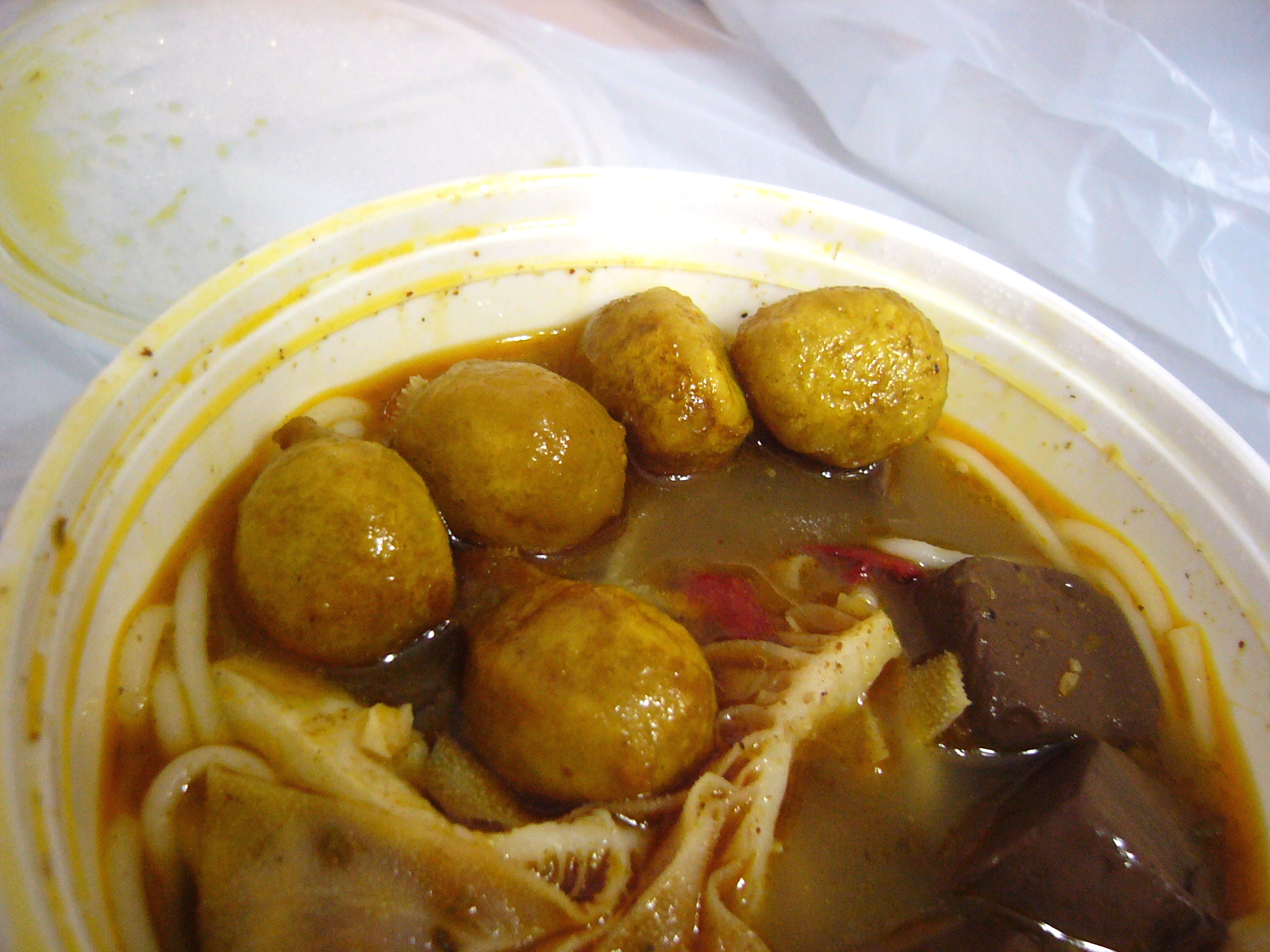
咖哩魚蛋
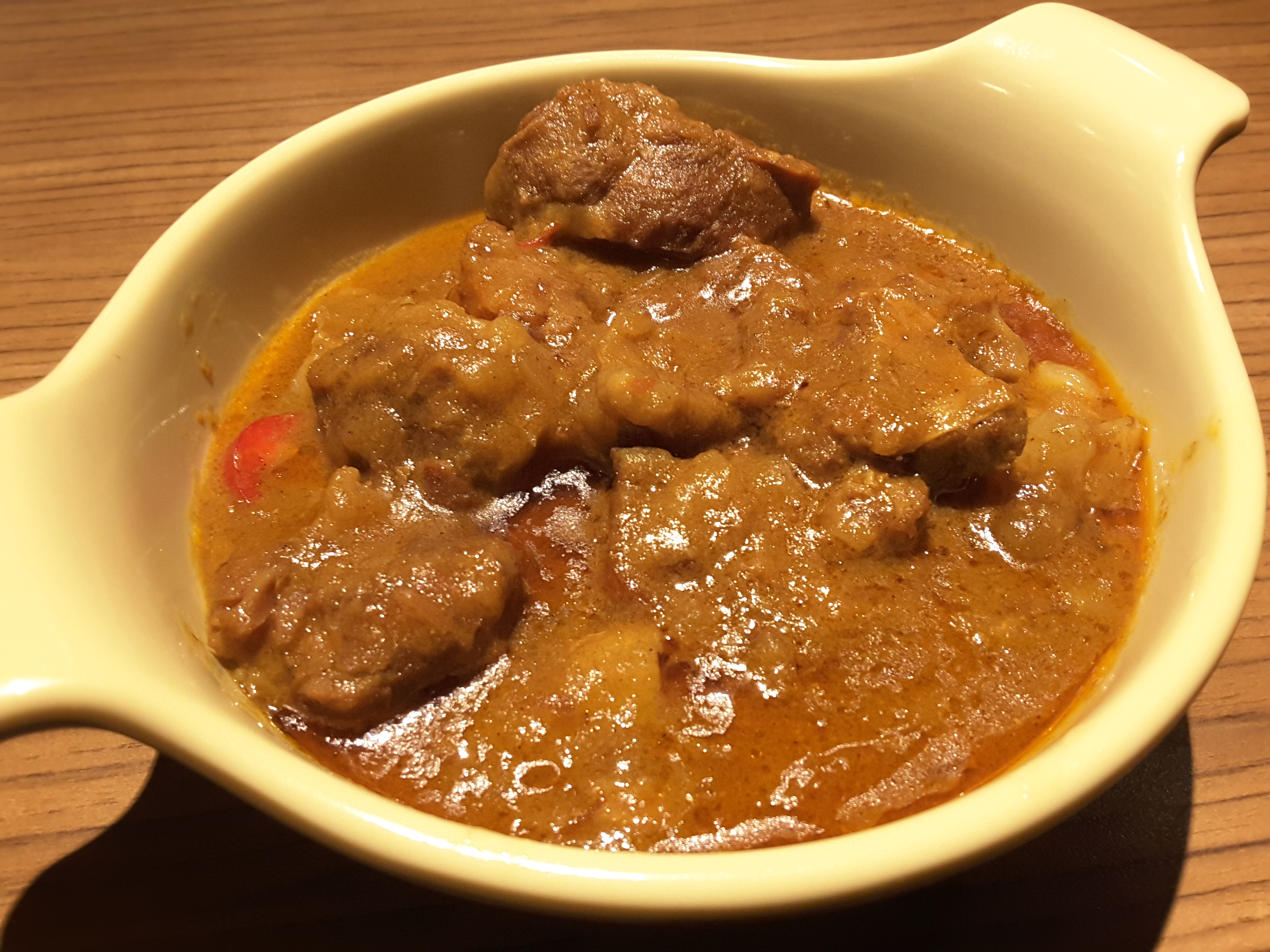
咖哩牛腩
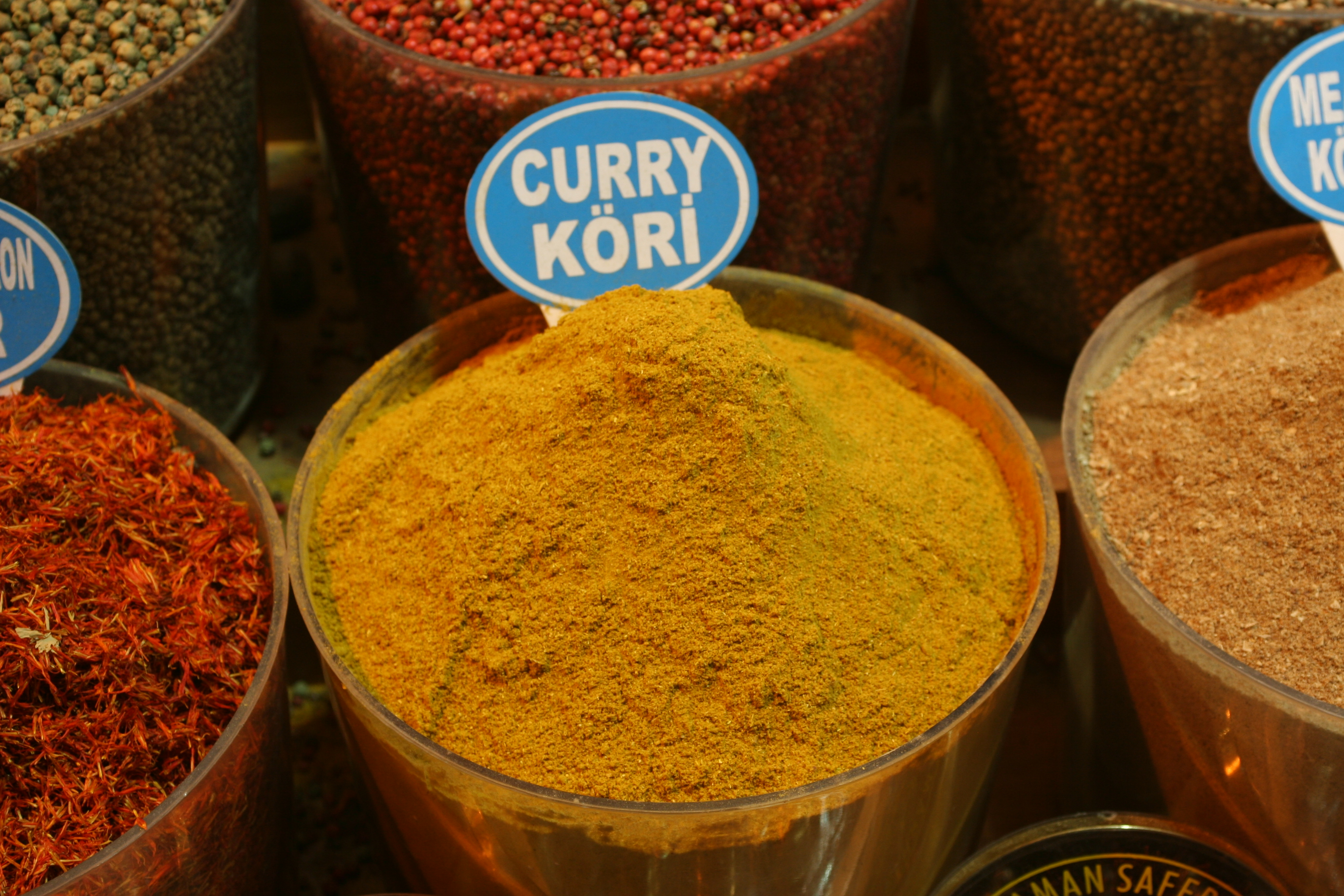
咖哩粉